# قسم بنارويه الريفي
قسم بنارويه الريفي (بالفارسية: دهستان بنارويه) (بالفارسية: دهستان بنارویه) منطقة ريفية في ناحية بنارويه، مقاطعة لارستان، محافظة فارس، إيران. في إحصاء عام 2006 ميلادية، بلغ عدد سكانه 3,890 نسمة، في 941 عائلة. يتكون قسم بنارويه الريفي من 29 قرية.